# La Chapelle-d'Angillon
La Chapelle-d'Angillon è un comune francese di 676 abitanti situato nel dipartimento del Cher, nella regione del Centro-Valle della Loira.

## Società

### Evoluzione demografica
Abitanti censiti

## La Città nell'arte

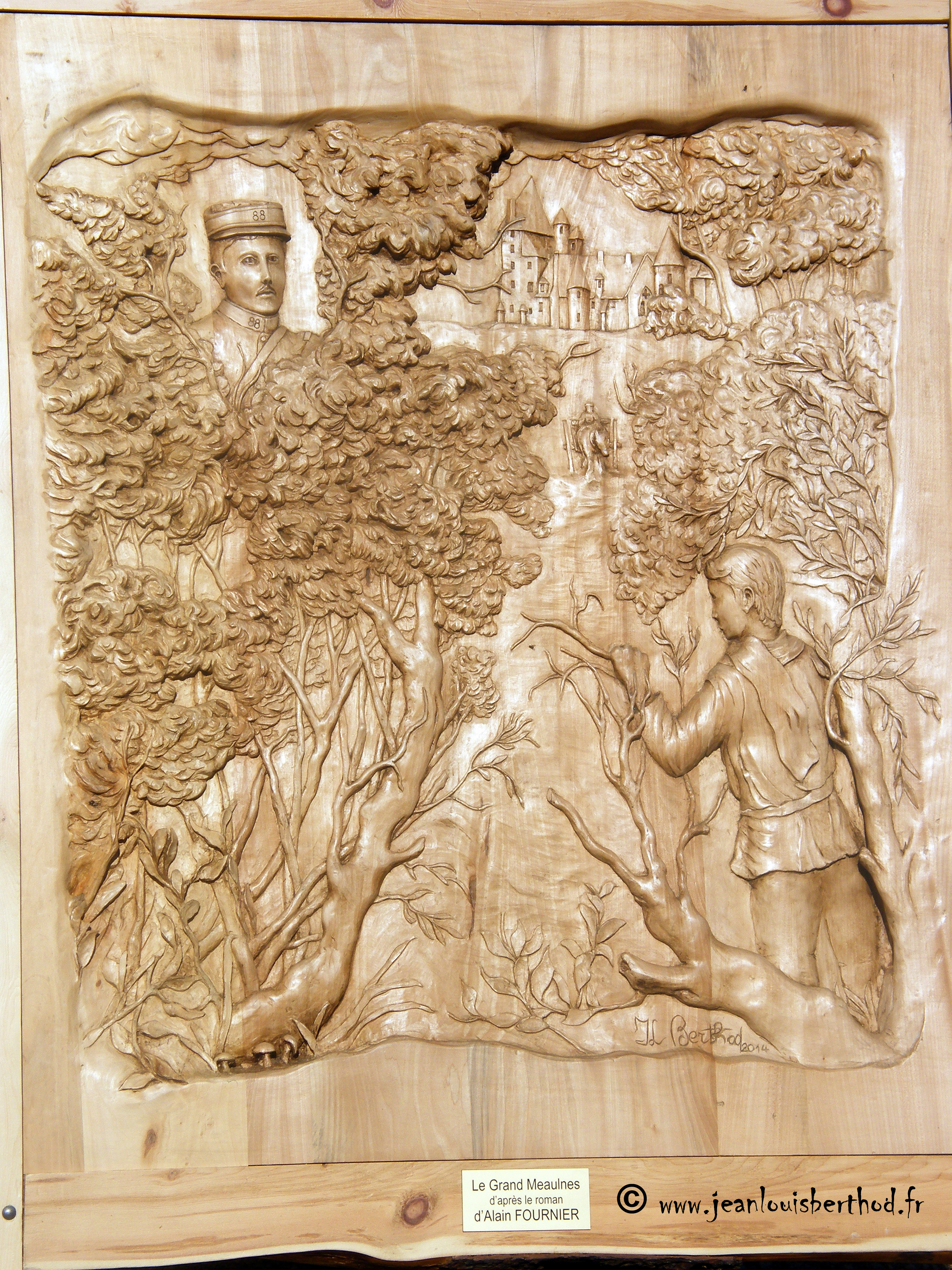
Scultura "Il grande Meaulnes" di Jean-Louis Berthod, scultore francese di Albens en Francia, realizzata nel 2014. Si vede benissimo il castello di La Chapelle-d'Angillon.

La Chapelle-d'Angillon è rappresentata nell'arte nella scultura in legno di Jean-Louis Berthod, scultore francese di Albens. La sua opera d'arte, "Le Grand Meaulnes" (Il Grande Meaulnes), ispirato dal romanzo di Alain-Fournier, è anche un omaggio agli scomparsi della Grande Guerra. Nella scultura, si vede benissimo il Castello della città. Il bassorilievo è fatto in tiglio, misura 130 cm x 140 cm ed è stato realizzato nel 2014.